# Бікіджі
Бікіджі (рум. Bichigi) — село у повіті Тіміш в Румунії. Адміністративно підпорядковане місту Феджет.
Село розташоване на відстані 347 км на північний захід від Бухареста, 71 км на схід від Тімішоари.

## Населення
За даними перепису населення 2002 року у селі проживала 551 особа, з них 545 осіб (98,9%) румунів. Рідною мовою 547 осіб (99,3%) назвали румунську.